# Dobrá Voda (Trnava)
Dobrá Voda es un municipio del distrito de Trnava en la región de Trnava, Eslovaquia, con una población estimada a final del año 2024 de 795 habitantes.
Se encuentra ubicado en el centro de la región, cerca del río Váh (cuenca hidrográfica del Danubio) y de la frontera con la región de Bratislava.

## Demografía
| Año        | 1994 | 2004    | 2014    | 2024    |
| ---------- | ---- | ------- | ------- | ------- |
| Población  | 855  | 841     | 810     | 795     |
| Diferencia |      | −1,63 % | −3,68 % | −1,85 % |

| Año        | 2023 | 2024    |
| ---------- | ---- | ------- |
| Población  | 787  | 795     |
| Diferencia |      | +1,01 % |